# Битка код Монконтура
Битка код Монконтура (енгл. Battle of Moncontour), 3. октобра 1569, била је сукоб између француских католика под командом војводе Анжујског (будућег Анрија III) и хугенота под командом Гаспара Колињија у трећем хугенотском рату. Завршена је победом католика.

## Битка
Монконтур (фр. Moncontour) је село у Француској, у департману Вијен (фр. Vienne), недалеко од Поатјеа, код којег је 3. октобра 1569, у трећем хугенотском рату, дошло до битке.
Снаге које су учествовале у бици по својој бројности значајне су за ту епоху: хугенота, под командом Колињија, било је 16.000 пешака и 7.000 коњаника са 11 топова; католика, под војводом Анжујским (будућим Анријем III), 16.000 пешака, 8.000 коњаника са 15 топова.
Победу је однео католички компактни јуришни поредак састављен од 6.000 Швајцараца подржаних са 3.000 аркебузира, који није успела да разбије ни хугенотска коњица својим сталним налетима, ни густа ватра аркебузира.

## Последице
Исход битке није непосредно утицао на даљи ток рата. Католици су наставили да опседају протестантске градове, а хугеноти су се, и поред великих губитака (по неким изворима 5.000 људи), врло брзо пребацили у Бургундију.